# Acritus schmidti
Acritus schmidti är en skalbaggsart som beskrevs av Wenzel 1955. Acritus schmidti ingår i släktet Acritus och familjen stumpbaggar. Inga underarter finns listade i Catalogue of Life.